# Jordan Tell
Jordan Tell (Les Abymes, 10 de junio de 1997) es un futbolista francés. Juega en la posición de delantero y desde 2023 milita en el Stade Lavallois de la Ligue 2 de Francia.
Ha sido internacional con la selección francesa en las categorías sub-16, sub-17, sub-18 y sub-20.

## Trayectoria

### Clubes
Tell nació en Les Abymes, una comuna situada en el departamento de Guadalupe, y se formó en el S. M. Caen. Tras jugar cinco partidos por la liga con el equipo, en junio de 2017 fichó por tres años con el Stade Rennais, que tuvo que pagarle 450 mil euros al S. M. Caen. El 5 de agosto, durante un encuentro ante el E. S. Troyes A. C., realizó su debut con el Stade Rennais; comenzó desde el banco de suplentes y, doce minutos después de ingresar al campo de juego, anotó el gol del empate. En enero de 2018 fue transferido en calidad de cedido al Valenciennes F. C. El 16 de febrero marcó un tanto en un encuentro ante el A. C. Ajaccio que finalizó 2:0. En julio de 2018 se marchó cedido al U. S. Orléans. El 3 de agosto anotó el único gol de su equipo en la derrota por goleada ante el F. C. Metz por 5:1.
En la temporada 2018-19 regresó al S. M. Caen en calidad de cedido. El 7 de julio de 2020 fue oficializado su fichaje por el Clermont Foot hasta 2022. En enero de ese año rescindió su contrato y se fue al Grenoble Foot 38.
En septiembre de 2023 fichó por el Stade Lavallois para las siguientes dos temporadas.

### Selección nacional
Con la selección francesa sub-16, Tell jugó once encuentros y anotó siete goles, incluyendo uno a Liechtenstein por la clasificación al Campeonato Europeo Sub-17 de la UEFA 2014. También formó parte de las divisiones sub-17 y sub-18, pero no consiguió hacer goles. Con la categoría sub-20, jugó cinco encuentros y marcó cuatro goles.

## Estadísticas
La siguiente tabla detalla los encuentros disputados y los goles marcados por Tell en los clubes en los que ha militado.
| Club                       | Temporada     | Liga | Liga | Liga | Copas nacionales * | Copas nacionales * | Copas nacionales * | Copas internacionales | Copas internacionales | Copas internacionales | Total | Total | Total |
| Club                       | Temporada     | PJ   | G    | A    | PJ                 | G                  | A                  | PJ                    | G                     | A                     | PJ    | G     | A     |
| -------------------------- | ------------- | ---- | ---- | ---- | ------------------ | ------------------ | ------------------ | --------------------- | --------------------- | --------------------- | ----- | ----- | ----- |
| S. M. Caen Francia         | 2016-17       | 5    | 0    | 0    | 0                  | 0                  | 0                  | 0                     | 0                     | 0                     | 5     | 0     | 0     |
| S. M. Caen Francia         | Total         | 5    | 0    | 0    | 0                  | 0                  | 0                  | 0                     | 0                     | 0                     | 5     | 0     | 0     |
| Stade Rennais Francia      | 2017-18       | 6    | 1    | 0    | 0                  | 0                  | 0                  | 0                     | 0                     | 0                     | 6     | 1     | 0     |
| Stade Rennais Francia      | Total         | 6    | 1    | 0    | 0                  | 0                  | 0                  | 0                     | 0                     | 0                     | 6     | 1     | 0     |
| Valenciennes F. C. Francia | 2017-18       | 12   | 1    | 0    | 0                  | 0                  | 0                  | 0                     | 0                     | 0                     | 12    | 1     | 0     |
| Valenciennes F. C. Francia | Total         | 12   | 1    | 0    | 0                  | 0                  | 0                  | 0                     | 0                     | 0                     | 12    | 1     | 0     |
| U. S. Orléans Francia      | 2018-19       | 14   | 5    | 1    | 3                  | 1                  | 0                  | 0                     | 0                     | 0                     | 17    | 6     | 1     |
| U. S. Orléans Francia      | Total         | 14   | 5    | 1    | 3                  | 1                  | 0                  | 0                     | 0                     | 0                     | 17    | 6     | 1     |
| Total carrera              | Total carrera | 37   | 7    | 1    | 3                  | 1                  | 0                  | 0                     | 0                     | 0                     | 40    | 8     | 1     |

- (*) Copa de la Liga de Francia.